# Vláda Natalie Gavrilitsaové
Vláda Natalie Gavrilitsaové (výslovnost: [ɡavriˈlit͡sy]) byla moldavská vláda vedená bývalou ministryní financí Natalií Gavrilițsaovou. Úřadu se ujala 6. srpna 2021, vládla do 16. února 2023.
Gavrilița byla již dříve, v únoru 2021, navržena na premiérku Maii Sanduovou, ale parlamentní většina PSRM-Șor ji odmítla.

## Historie
Při hlasování získala vláda podporu 61 poslanců moldavského parlamentu. Vládní Strana akce a solidarity získala mandáty v předčasných parlamentních volbách v roce 2021. Gavrilița svým jmenováním ukončila šestiměsíční absenci vlády v zemi poté, co předchozí vláda v prosinci 2020 odstoupila.
Natalia Gavrilitsaová se stala třetí ženou ve funkci předsedkyně vlády Moldavska (po Maii Sanduové, Zinaidě Greceanîiové, s výjimkou úřadující Natalie Ghermanové). Po jejím jmenování prezidentkou Sanduovou stanula v čele celé výkonné moci v republice žena. Od 6. srpna 2021 se podobná situace stala pouze v Estonsku, a to se současnou prezidentkou Kersti Kaljulaidovou a premiérkou Kajou Kallasovou.
Celkem tři ženy se staly ministryněmi. Na práci vlády se podílí také hlava Gagauzie Irina Vlahová, která byla zvolena v samostatném hlasování v roce 2015.
Dne 10. února 2023 podala Natalia Gavrilitsaová spolu s celou vládou demisi. Úřadovala do 16. února 2023, kdy parlament vyslovil důvěru vládě Dorina Receana.

## Složení
Nová vláda má 13 ministerstev namísto devíti, jak tomu bylo v minulých letech. Samostatnými úřady se staly ministerstvo zdravotnictví, ministerstvo práce a sociální ochrany, ministerstvo školství, ministerstvo kultury, ministerstvo dopravy a ministerstvo pro místní rozvoj a infrastrukturu. Dále bylo obnoveno Ministerstvo životního prostředí.
Nicu Popescu se po působení ve vládě Maii Sanduové vrátil do vlády jako ministr zahraničních věcí. Do vlády se po spolupráci s Maiou Sanduovou vrátila také ministryně zdravotnictví Ala Nemerenco. 
Guvernér (Baškan) autonomní oblasti Gagauzie je volen ve všeobecných, rovných, přímých, tajných a svobodných volbách na čtyřleté funkční období. Jedna a tatáž osoba může být guvernérem nejvýše dvě po sobě jdoucí funkční období. Gagauzský guvenér je potvrzen jako člen moldavské vlády dekretem moldavského prezidenta.
| Úřad                                                               | Ministr | Ministr               | Strana | Strana    | Nástup do úřadu    | Konec v úřadu      |
| ------------------------------------------------------------------ | ------- | --------------------- | ------ | --------- | ------------------ | ------------------ |
| Předseda vlády                                                     |         | Natalia Gavrilitsaová |        | PAS       | 6. srpna 2021      | 16. února 2023     |
| Místopředsedové vlády                                              |         |                       |        |           |                    |                    |
| Místopředseda vlády Ministr zahraničních věcí a evropské integrace |         | Nicu Popescu          |        | nestraník | 6. srpna 2021      | 16. února 2023     |
| Místopředseda vlády Ministr pro infrastrukturu a regionální rozvoj |         | Andrei Spînu          |        | PAS       | 6. srpna 2021      | 16. února 2023     |
| Místopředseda vlády pro reintegraci                                |         | Vladislav Kulminski   |        | nestraník | 6. srpna 2021      | 5. listopadu 2021  |
| Místopředseda vlády pro reintegraci                                |         | Oleg Serebrian        |        | nestraník | 19. ledna 2022     | 16. února 2023     |
| Místopředseda vlády pro digitalizaci                               |         | Iurie Țurcanu         |        | nestraník | 6. srpna 2021      | 16. února 2023     |
| Ministři                                                           |         |                       |        |           |                    |                    |
| Ministryně vnitra                                                  |         | Ana Revenco           |        | nestraník | 6. srpna 2021      | 16. února 2023     |
| Ministr zemědělství a potravinářského průmyslu                     |         | Viorel Gherciu        |        | nestraník | 6. srpna 2021      | 8. července 2022   |
| Ministr zemědělství a potravinářského průmyslu                     |         | Vladimir Bolea        |        | PAS       | 8. července 2022   | 16. února 2023     |
| Ministr obrany                                                     |         | Anatolie Nosatîi      |        | nestraník | 6. srpna 2021      | 16. února 2023     |
| Ministr kultury                                                    |         | Sergiu Prodan         |        | nestraník | 6. srpna 2021      | 16. února 2023     |
| Ministr hospodářství                                               |         | Sergiu Gaibu          |        | nestraník | 6. srpna 2021      | 16. listopadu 2022 |
| Ministr hospodářství                                               |         | Dumitru Alaiba        |        | nestraník | 16. listopadu 2022 | 16. února 2023     |
| Ministr školství a výzkumu                                         |         | Anatolie Topală       |        | nestraník | 6. srpna 2021      | 16. února 2023     |
| Ministr financí                                                    |         | Dumitru Budianschi    |        | PAS       | 6. srpna 2021      | 16. února 2023     |
| Ministr spravedlnosti                                              |         | Sergiu Litvinenco     |        | PAS       | 6. srpna 2021      | 16. února 2023     |
| Ministryně životního prostředí                                     |         | Iuliana Cantaragiuová |        | PAS       | 6. srpna 2021      | 8. září 2022       |
| Ministryně životního prostředí                                     |         | Rodica Iordanovová    |        | nestraník | 18. listopadu 2022 | 16. února 2023     |
| Ministr práce a sociální ochrany                                   |         | Marcel Spatari        |        | nestraník | 6. srpna 2021      | 9. ledna 2023      |
| Ministr práce a sociální ochrany                                   |         | Alexei Buzu           |        | nestraník | 9. ledna 2023      | 16. února 2023     |
| Ministryně zdravotnictví                                           |         | Ala Nemerenco         |        | nestraník | 6. srpna 2021      | 16. února 2023     |
| Člen z úřední moci                                                 |         |                       |        |           |                    |                    |
| Guvernérka (Baškan) autonomní oblasti Gagauzie                     |         | Irina Vlahová         |        | nestraník | 6. srpna 2021      | 16. února 2023     |